# Margel-Institut
Das Margel-Institut (kroat. Margelov institut) ist ein nichtstaatliches Institut der jüdischen Minderheit in der Republik Kroatien. Direktor des Instituts ist Alen Budaj.

## Gründung
Gegründet wurde das Institut am 23. Februar 2007 in der kroatischen Hauptstadt Zagreb. Die Namensgebung des Instituts geht auf den kroatischen Rabbiner Mojsije Margel zurück.

## Aufgabengebiete
Seit der Gründung hat sich das Institut zur Aufgabe gestellt, gegen jegliche Formen des Antisemitismus, Rassismus und sonstiger Diskriminierungen, bezüglich von Abstammung und Religionszugehörigkeit innerhalb der kroatischen Gesellschaft entgegenzuwirken. Es setzt sich für ein gegenseitig fruchtbares kroatisch-jüdisches Miteinander ein. Dazu stellt es in verschiedenen Projekten die jüdische Geschichte und Kultur auf dem Gebiet Kroatiens vor. Ein weiteres Aufgabengebiet des Instituts ist die Bewahrung der jüdischen Kulturgeschichte, Religionsgeschichte in Kroatien und das Erinnern an den Holocaust.
Das Margel-Institut in Zagreb arbeitet mit den Instituten Simon Wiesenthal Center in Jerusalem und dem Jasenovac Research Institute in New York zusammen.